# Radio satellitare
La radio satellitare è una radio digitale trasmessa sulla rete satellitare.

## Nel mondo
Poiché il segnale è trasmesso da un satellite per telecomunicazioni, le radio satellitari coprono un'area geografica più ampia dei segnali trasmessi dalle radio terrestri. Le radio satellitari fanno uso di satelliti in orbita geostazionaria o in orbita geosincrona. Alcuni servizi sono mobili e permettono agli ascoltatori di sintonizzarsi attraverso un intero continente, ascoltando gli stessi programmi radio dovunque si spostino, pertanto possono funzionare su autovetture. Altri servizi richiedono invece un ricevitore fisso e un'antenna parabolica. In tutti i casi l'antenna deve avere un facile accesso ai segnali del satellite. Nelle zone dove ci sono edifici alti o altre strutture che oscurano i segnali, si possono piazzare ripetitori per rendere accessibile il segnale agli ascoltatori. I servizi delle radio satellitari sono forniti da compagnie commerciali e richiedono un abbonamento. Per ricevere i segnali è necessario un apposito decoder. Le trasmissioni comprendono notiziari, previsioni del tempo, programmi sportivi e musica.  Le radio satellitari offrono una significativa alternativa alle radio basate su servizi terrestri soprattutto in USA, Canada, Australia, India e alcune nazioni africane. Nelle nazioni con un'elevata densità di popolazione è più facile ed economico usare le radio terrestri, così nel Regno Unito e in altri Paesi europei l'evoluzione dei servizi radio è basata sui servizi Digital Audio Broadcasting anziché sulle radio satellitari.

## Operatori di radio satellitari
- XM Satellite Radio
- Sirius Satellite Radio
- Worldspace
- Music Choice
- Eutelsat